# 0546
0546 è il prefisso telefonico del distretto di Faenza, appartenente al compartimento di Bologna.
Il distretto comprende la parte sud-occidentale della provincia di Ravenna e due comuni della provincia di Forlì-Cesena. Confina con i distretti di Lugo (0545) a nord, di Ravenna (0544) a nord-est, di Forlì (0543) a sud-est, di Firenze (055) a sud-ovest e di Imola (0542) a ovest.

## Aree locali e comuni
Il distretto di Faenza comprende 8 comuni compresi in 1 area locale, nata dall'aggregazione dei 4 preesistenti settori di Brisighella, Faenza, Modigliana e Riolo Terme: Brisighella, Casola Valsenio, Castel Bolognese, Faenza, Modigliana (FC), Riolo Terme, Solarolo e Tredozio (FC) .